# The Watchers
The Watchers är en amerikansk-irländsk fantasy-skräckfilm från 2024. Filmen är regisserad och skriven av Ishana Shyamalan. Den är baserad på en roman av A.M. Shine. I de större rollerna syns Dakota Fanning, Olwen Fouéré, Georgina Campbell och Oliver Finnegan. Filmen hade biopremiär i Sverige den 7 juni 2024 och är utgiven av Warner Bros.

## Handling
Mina är en ung kvinna som får i uppdrag att leverera en papegojfågel genom den irländska landsbygden. När bilen plötsligt stannar mitt i den täta skogen ger hon sig ut till fots för att finna hjälp. Hon får syn på en mystisk äldre kvinna som vinkar in henne i ett skyddsrum och ropar till henne att hon måste komma in om hon vill leva. I skyddsrummet finns två andra främlingar som också beter sig underligt åt. Hon får veta att samtliga är övervakade av nattaktiva varelser och att det finns tydliga regler som de dagligen måste följa. Så länge de följer reglerna ska inget ont hända. Mina inser dock snabbt att det enda sättet att finna sanningen och komma därifrån är att bryta mot reglerna.

## Rollista (i urval)
- Dakota Fanning – Mina
  - Hannah Dargan – Mina som ung
- Georgina Campbell – Clara
- Olwen Fouéré – Madeline
- Siobhan Hewlett – Minas mamma
- Alistair Brammer – John
- Oliver Finnegan – Daniel
- Anthony Morris – Burke
- Hannah Howland – Chloe
- Charles Camrose – Conor